# Live, Laugh, Love
Live, Laugh, Love è il quinto album in studio del cantante statunitense Clay Walker, pubblicato il 24 agosto 1999 dalla Giant Records.

## Tracce
1. She's Always Right – 3:24 (Richie McDonald, Ed Hill, Phil Barnhart)
2. Lose Some Sleep Tonight – 3:04 (M. Jason Greene, Clay Walker)
3. Holding Her and Loving You – 3:22 (Walt Aldridge, Tom Brasfield)
4. Cold Hearted – 3:57 (M. Jason Greene, Clay Walker)
5. If a Man Ain't Thinking ('Bout His Woman) – 3:11 (Buddy Brock, Debi Cochran, Jerry Kilgore)
6. Once in a Lifetime Love – 4:30 (M. Jason Greene, Clay Walker)
7. It Ain't Called Heartland (For Nothin') – 3:40 (Justin Lantz, Bryan Wayne)
8. Woman Thing – 2:50 (Larry Boone, Tracy Lawrence, Paul Nelson)
9. This Time Love – 3:51 (Pat Bunch, Randy Boudreaux)
10. The Chain of Love – 5:03 (Jonnie Barnett, Rory Feek)
11. Live, Laugh, Love – 4:06 (Gary Nicholson, Allen Shamblin)

## Classifiche
| Classifica (1999) | Posizione massima |
| ----------------- | ----------------- |
| Stati Uniti       | 55                |